# Chilicola colombiana
Chilicola colombiana är en biart som beskrevs av Michener 2002. Chilicola colombiana ingår i släktet Chilicola och familjen korttungebin. Inga underarter finns listade i Catalogue of Life.